# برنامه‌های اختصاصی
برنامه‌های تولیدی اختصاصی (به انگلیسی: Original programming) (که با عناوینی مانند «اورجینال‌ها» یا «برنامه‌های اختصاصی» نیز شناخته می‌شوند و شامل زیررده‌هایی مانند «مجموعه‌های اختصاصی»، «فیلم‌های اختصاصی»، «مستندهای اختصاصی» و «ویژه‌برنامه‌های اختصاصی» می‌شوند)، به تولیدات تلویزیونی، سینمایی یا مجموعه اینترنتی گفته می‌شود که به‌صورت درون‌سازمانی تولید شده‌اند و حقوق پخش انحصاری آن‌ها در داخل کشور (و در صورت فعالیت سرویس در خارج از کشور مبدأ، در خارج از آن نیز) در اختیار پلتفرم پخش سنتی یا خدمات رسانه‌ای بر فراز اینترنت قرار دارد.
این اصطلاح نخستین بار توسط شبکه اچ‌بی‌او در سال ۱۹۸۳ ابداع شد، زمانی که این تلویزیون پولی شروع به تولید مجموعه‌ای از سریال‌ها و فیلم‌های داخلی کرد. اچ‌بی‌او در ابتدا این تولیدات را با عنوان «HBOriginal» معرفی می‌کرد تا سال ۱۹۸۶، و تا سال ۱۹۹۳، اصطلاح «اورجینال» به‌طور گسترده برای بیشتر تولیدات اختصاصی این شبکه به کار رفت.
این واژه به‌تدریج توسط تلویزیون کابلی دیگر (از جمله شبکه دیزنی، ترنر نتورک و یواس‌ای نتورک) نیز پذیرفته شد تا تولیدات داخلی خود را از برنامه‌های خریداری‌شده‌ای که برای تکمیل جدول پخش به‌کار می‌رفت، متمایز کنند.
بیشتر برنامه‌های تولیدی اختصاصی برای شبکه‌های کابلی یا سرویس‌های پخش آنلاین، صرفاً با همکاری شرکت‌های تولید مستقل ساخته می‌شوند؛ شرکت‌هایی که مسئولیت‌های روزمرهٔ مدیریت برنامه را نیز بر عهده دارند. با این حال، برخی مجموعه‌ها (مانند بازماندگان، نمایش لری سندرز، به عجیبی مردم و قدرت) در منافع مالی با استودیوهای بزرگ تلویزیونی مانند تلویزیون بیستم، استودیوهای تلویزیونی برادران وارنر و لاینزگیت تله‌ویژن شریک هستند؛ استودیوهایی که ممکن است مسئولیت توزیع داخلی و بین‌المللی آن‌ها را نیز به نمایندگی از شبکهٔ تولیدکننده بر عهده گیرند. شبکه‌های تلویزیونی و ارائه‌دهندگان محتوای دیجیتال که برنامه‌های تولیدی اختصاصی ارائه می‌دهند شامل سینمکس، نتفلیکس، شوتایم، آمازون پرایم و یوتیوب می‌شوند. در اکتبر ۲۰۲۰، شبکهٔ سی‌بی‌اس اولین شبکهٔ تلویزیونی پخش سراسری در آمریکا بود که تمام برنامه‌های سرگرمی خود را با عنوان «برنامهٔ اختصاصی سی‌بی‌اس» معرفی کرد؛ با این حال، این شبکه واژهٔ «اختصاصی» را هم برای مجموعه‌های تولیدی توسط شرکت همکارش سی‌بی‌اس استدیو و هم برای مجموعه‌هایی که توسط شرکت‌های مستقل تولید شده‌اند به کار می‌برد. (پیش از آن، شبکهٔ ای‌بی‌سی مینی‌سریال ۲۰۱۶ به نام میداف و فیلم تلویزیونی ۲۰۱۹ با عنوان همان وقت، کریسمس بعدی را با برچسب «برنامهٔ اختصاصی ای‌بی‌سی» معرفی کرده بود)